# Rashid Salim al-Ma’Shari
Rashid Salim al-Ma’Shari (* 1. Januar 1978) ist ein ehemaliger omanischer Schwimmer.

## Biografie
Rashid Salim al-Ma’Shari startete bei den Olympischen Sommerspielen 1996 in Atlanta im 1500 m Freistil-Rennen, wo er den 34. Platz belegte.